# St. Nikolaus (Frenz)

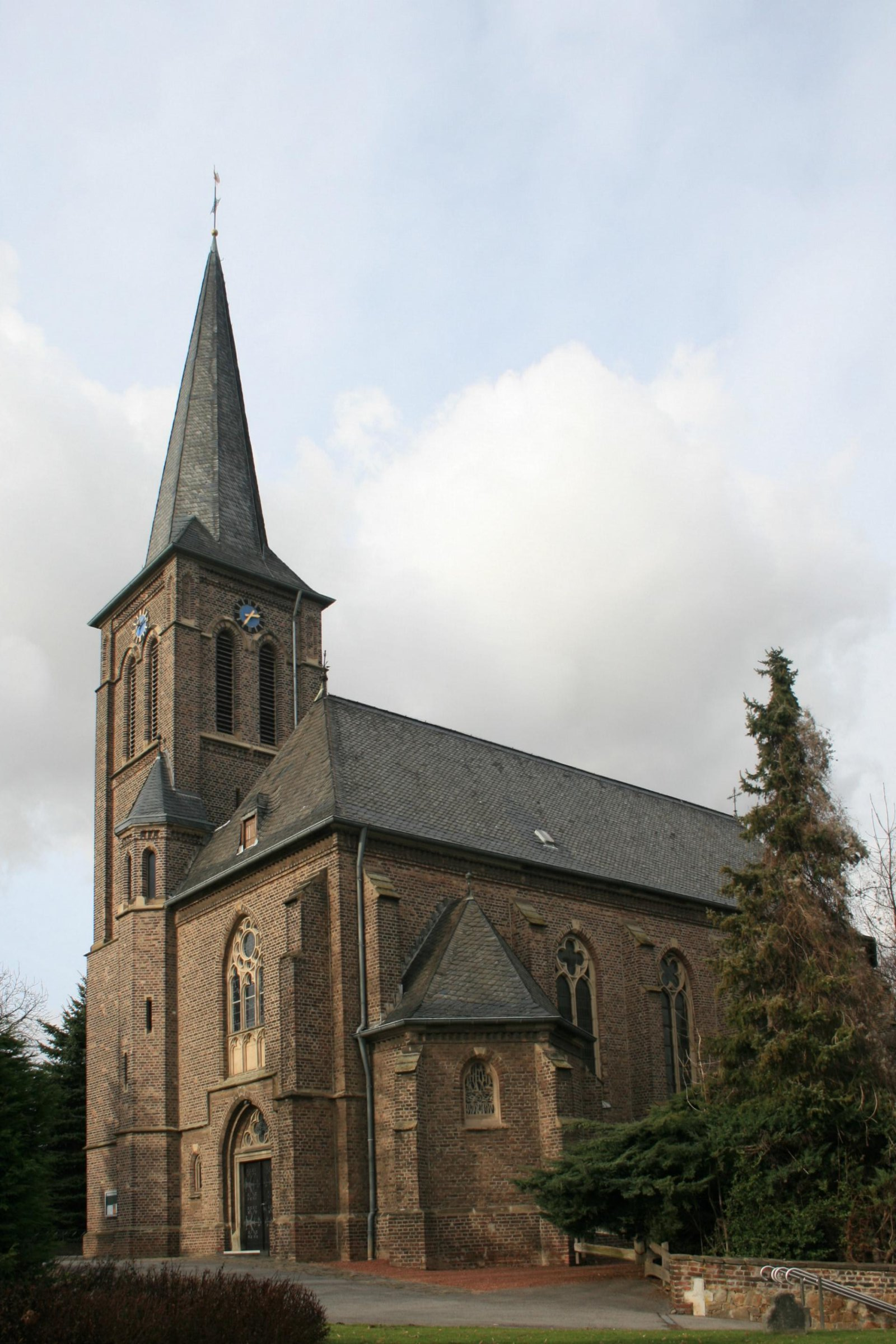
St. Nikolaus in Frenz

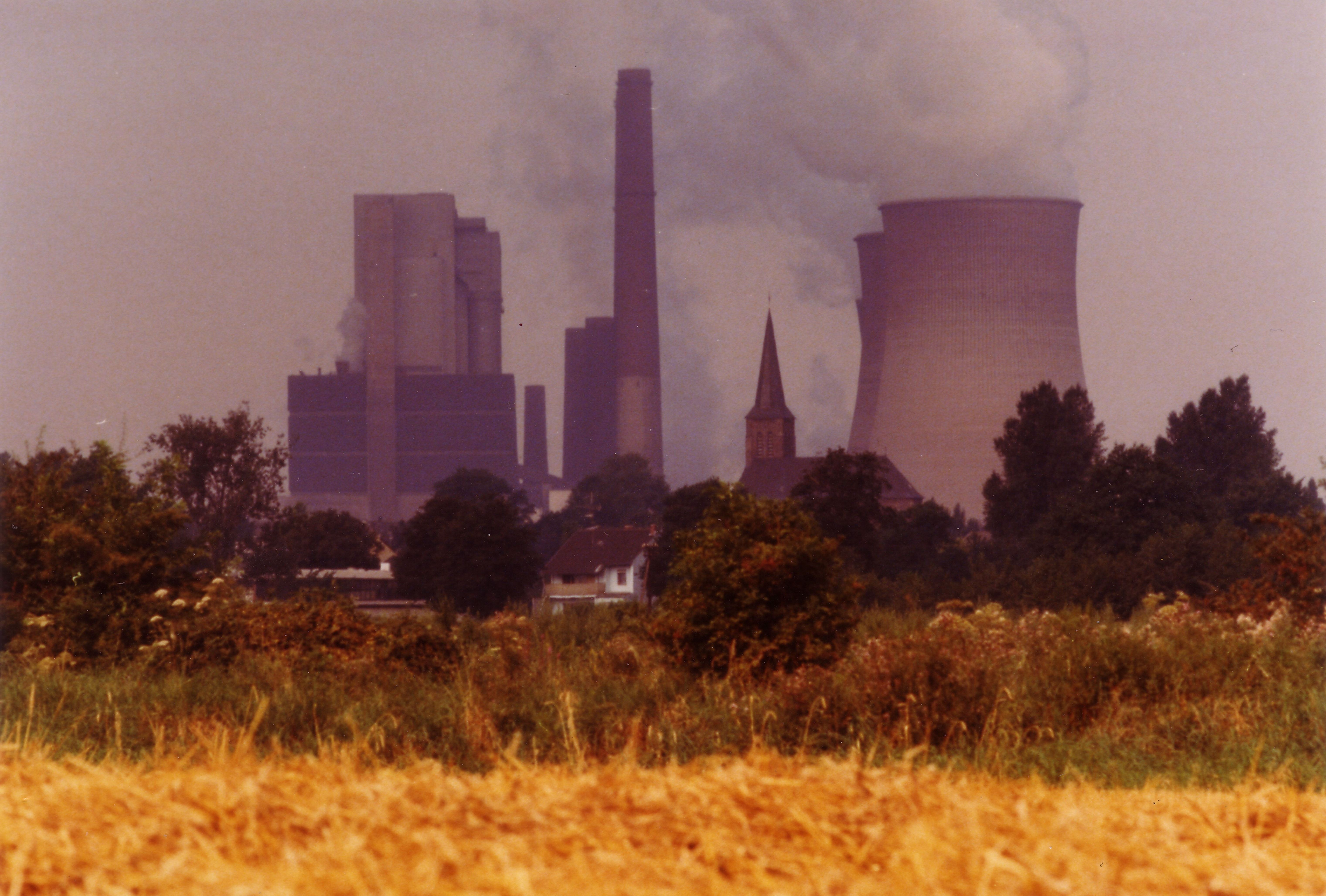
Frenz mit der Kirche St. Nikolaus vor dem Kraftwerk Weisweiler

Die römisch-katholische Filialkirche St. Nikolaus steht in Frenz, einem Ortsteil der Gemeinde Inden im Kreis Düren in Nordrhein-Westfalen. Sie wurde zwischen 1903 und 1904 nach Plänen von Joseph Buchkremer erbaut.
Das Bauwerk ist unter Nr. 8 in die Liste der Baudenkmäler in Inden (Rheinland) eingetragen und ist dem Patronat des heiligen Bischofs Nikolaus von Myra unterstellt.

## Geschichte
Die St. Nikolauskirche war ursprünglich eine sogenannte Eigenkirche der Edelherren von Frenz. Außerhalb der Kirche sind noch Grabplatten dieses Adelsgeschlechtes zu sehen. Hartpern von Frenz wird 1104 erstmals in einer Urkunde als Zeuge genannt.
Im Liber valoris aus dem Jahr 1308 wurde eine Kapelle in Frenz aufgeführt, die zum Dekanat Jülich gehörte. 1533 gehörte die Kapelle zur Pfarre St. Kornelius Lamersdorf. Erst am 5. Januar 1863 wurde Frenz von der Mutterpfarre Lamersdorf abgetrennt und zur eigenständigen Pfarre erhoben, damit wurde die Kapelle zur Pfarrkirche erhoben.
Seit dem  13. Jahrhundert ist ein Kirchengebäude in Frenz überliefert. Um 1700 wurde ein zweischiffiges Gotteshaus im Baustil des Barock erbaut. Durch ein Erdbeben am 26. August 1878 wurde dieser Bau schwer beschädigt, aber soweit wiederhergestellt, dass darin wieder Gottesdienste stattfinden konnten. Jedoch entsprach das Bauwerk nicht mehr den Bedürfnissen der Pfarrgemeinde, sodass unter dem im Jahre 1900 verstorbenen Pfarrer Matthäus Königs 1888 ein Kirchenbauverein gegründet wurde. Es dauerte noch bis 1903 an, ehe mit dem Bau der neuen Pfarrkirche begonnen werden konnte. Die letzte Heilige Messe in der alten Kirche wurde am 7. August 1904 als Frühmesse gelesen, das Hochamt an diesem Tage fand bereits in der neuen Kirche statt.
Der heutige Kirchenbau wurde nach Plänen des Aachener Architekten und späteren Dombaumeisters Joseph Buchkremer zwischen 1903 und 1904 errichtet. Die Grundsteinlegung fand am 30. August 1903 statt. Schon im August 1904 nach nur einem Jahr Bauzeit war die Pfarrkirche fertiggestellt und konnte am Morgen des 7. August 1904 feierlich benediziert werden. Im Anschluss wurde das Hochamt und damit die erste hl. Messe in der neuen Kirche gefeiert.
Es handelt sich um eine zweischiffige und dreijochige Stufenhallenkirche mit fünfseitig geschlossenem Chor im Osten und einem Vorbau im Westen, der aus dem dreigeschossigen Glockenturm, der Orgelempore und einer kleinen Kapelle besteht. Die Kirchweihe fand am 28. Mai 1906 statt.

## Ausstattung
Es wurden aus der alten Kirche Einrichtungsgegenstände übernommen – so zum Beispiel der sogenannte Votivstein 'Dea Sunucsal', Heiligenfiguren und Bilder. Der Großteil der Ausstattung stammt jedoch aus den 1900er Jahren. Dazu zählen der neugotische Hochaltar, ein dazugehöriger Nebenaltar im Seitenschiff, die Kirchenbänke, die Kreuzwegstationen sowie das Chorgestühl im Chor.
1924 erbaute Anton Feith eine 19-registrige, im Kirchenraum nicht sichtbare Dachbodenorgel, die über dem Gewölbe untergebracht war.
Die heutige Orgel stammt aus der Werkstatt des schwäbischen Orgelbaumeisters Reinhart Tzschöckel. Das 1999 erbaute Instrument hat 16 Register auf zwei Manualen und Pedal verteilt.
Die Buntglasfenster sind Werke von Franz Pauli von 1962.

## Denkmalschutz
Die Kirche ist unter Nr. 8 in die Liste der Baudenkmäler in Inden (Rheinland) eingetragen worden. Die Eintragung hat folgenden Wortlaut:
Neubau 1904 von J. Buchkremer aus Aachen; 2 – schiffige Backstein – Hallenkirche, höheres und breiteres Hauptschiff im Süden, durch Rundpfeiler mit Kapitellzone und spitzbogige Arkaden abgetrennt; eingestellter Nord – West – Eckturm, quadratischer Turm mit angebautem Treppentürmchen, 3 – geschossig in neugotischen Formen mit spitzer 8 – eckiger Haube. Kirchenbau in neugotischen Formen mit knappen Strebepfeilern und sparsamem Maßwerk, an der Südaußenwand eingesetzt Grabplatten des 16. bis 18. Jhs.; Chor mit 3/8 – Schluss; im Norden zeitgenössischer Sakristeianbau; gemeinsames Satteldach; Innenausstattung in guten neugotischen Formen mit Altären; Orgelprospekt neu, Orgelempore im Unterbau erneuert; Kreuzrippengewölbe auf Wandkonsolen, spitzbogige Schildbögen, im Chor eingebaut gotische Sakramentsnische mit originalem Gitter, im Eingangsjoch eingemauert Rest eines römischen Matronensteins, im Chor Hieronymusbild des 16. Jhs.; Fußboden und Chorfenster neu; zugehörig: Kirchhof mit neu aufgestellten Grabsteinen des 17. und 18. Jhs. überwiegend Blaustein; Friedhofsbereich geschützt von Bruchsteinmauer mit eingesetztem Grabkreuz des 16. Jhs.

## Neugliederungen
Seit dem 1. Januar 2012 gibt es die fusionierte Pfarrei St. Josef. Zu ihr gehören die Gemeinden: St. Clemens und St. Pankratius, Inden/Altdorf als Pfarrkirche, St. Cornelius Lamersdorf, St. Nikolaus Frenz und St. Nikolaus Lucherberg in der Gemeinschaft der Gemeinden (GdG) Inden/Langerwehe.
St. Barbara Schophoven gehört seit dem 1. Januar 2013 zur Großpfarre Heilig Geist Jülich.

## Glocken
Im Turm von St. Nikolaus befindet sich ein vierstimmiges Geläut aus Bronze-Glocken aus den 1950er Jahren. Es wurde von Wolfgang Hausen-Mabilon von der Firma Mabilon & Co. aus Saarburg gegossen. Die vier Glocken ersetzen ein ebenfalls vierstimmiges Geläut aus dem Jahr 1931, welches Werner Hüesker von der Firma Petit & Gebr. Edelbrock aus Gescher gegossen hatte und im Zuge des Zweiten Weltkriegs abgegeben werden musste und schließlich für Kriegszwecke eingeschmolzen wurde.
| Nr. | Name     | Durchmesser (mm) | Masse (kg, ca.) | Schlagton (HT-1/16) | Gießer                                               | Gussjahr |
| 1   | Nikolaus | 1.160            | 1.000           | f′ +3               | Wolfgang Hausen-Mabilon, Fa. Mabilon & Co., Saarburg | 1959     |
| 2   | Maria    | 1.040            | 650             | g′ +3               | Wolfgang Hausen-Mabilon, Fa. Mabilon & Co., Saarburg | 1959     |
| 3   | –        | 930              | 470             | a′ +4               | Wolfgang Hausen-Mabilon, Fa. Mabilon & Co., Saarburg | 1957     |
| 4   | Engel    | 870              | 400             | b′ +4               | Wolfgang Hausen-Mabilon, Fa. Mabilon & Co., Saarburg | 1959     |

Motiv: Veni sancte spiritus

## Pfarrer
Folgende Priester wirkten bis zur Auflösung der Pfarre als Pastor an St. Nikolaus:
| von – bis | Name                                    |
| --------- | --------------------------------------- |
| 1863–1900 | Matthäus Königs                         |
| 1900–1908 | Josef Kallen                            |
| 1908–1916 | Peter Wichers                           |
| 1917–1921 | Wilhelm Müller                          |
| 1921–1941 | Theodor Claßen                          |
| 1941–1970 | Peter Weber                             |
| 1971–1987 | P. Cornelius van den Berg SSS           |
| 1987–1991 | Jost Mattar                             |
| 1992–2000 | Hans-Otto von Danwitz                   |
| 2001–2009 | Norbert Kaniewski                       |
| 2009–2012 | Heinz Portz (2012 Auflösung der Pfarre) |